# Web Slice
Web Slice – sposób na śledzenie stron internetowych, które mają dynamiczną treść, zmieniającą się z upływem czasu. Microsoft wprowadził pojęcie Web Slice, zachęcając twórców serwisów internetowych do podziału stron w taki sposób, by użytkownicy mogli subskrybować wybrane elementy i śledzić zmiany bez wchodzenia na stronę.

## Tworzenie obiektu Web Slice
Każdy obiekt Web Slice może zawierać do 9 właściwości, z czego 3 są wymagane: ID obiektu Web Slice, Tytuł wpisu i treść wpisu (Web Slice id, entry title, and entry content).

### Prosty obiekt Web Slice
```
<
div
 
class
=
"hslice"
 
id 
=
 
"hslice-Nazwa_ID"
>

  
<!-- Nazwa_ID obiektu Web Slice -->

    
<
div
 
style
=
"display:none"
 
class
=
"entry-title"
>
Tytuł Web Slice
</
div
>

      
<!-- Tytuł -->

    
<
span
 
class
=
"ttl"
 
style
=
"display:none"
>
360
</
span
>

      
<!-- Jak często odświeżać obiekt (w minutach) -->

    
<
abbr
 
class
=
"endtime"
 
title
=
"10 Jan 2012 00:00:00 UTC"
></
abbr
>

      
<!-- Kiedy wygasa ważność wpisu -->

    
<
div
 
class
=
"entry-content"
>

        Treść, zawartość obiektu
    
</
div
>

</
div
>

```